# Söjtör
Söjtör è un comune dell'Ungheria di 1.628 abitanti (dati 2001). È situato nella contea di Zala.